# Фрейденталь, Яков
Яков Фрейденталь (нем. Jakob Freudenthal; 1839—1907) — немецкий философ

 и педагог.

## Биография
Яков Фрейденталь родился 20 июня 1839 года в городе Боденфельде. Учился в Бреславльском университете и еврейской раввинской семинарии. 

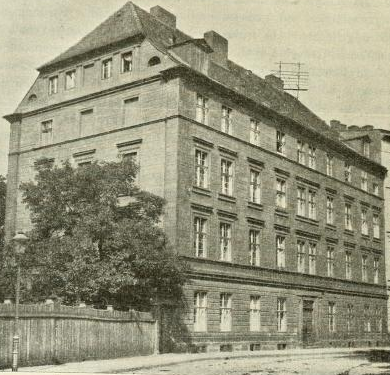
Еврейская теологическая семинария в Бреслау

Состоял в течение ряда лет учителем в Бреславльской еврейской теологической семинарии. 
В 1875 году Яков Фрейденталь начал читать лекции по философии в родном университете, в 1878 году получил звание профессора; впоследствии стал ординарным профессором. 
В 1898—1899 гг. Фрейденталь был деканом философского факультета в Бреславле, а с 1894 по 1896 год он состоял членом университетского сената. 
В 1888 году Прусская академия наук командировала Фрейденталя в Англию для изучения английской философии, а в 1898 году он ездил по поручению той же Академии в Голландию в целях изучения биографии и философии Спинозы. Результаты последней поездки были им опубликованы в 1898 году в «Lebensgeschichte Spinoza’s». 
Пepy Фрейденталя принадлежит значительное число философских работ, из которых наиболее известны следующие: «Die Flavius Josephus beigelegte Schrift über die Herrschaft der Vernunft» (1869) и «Ueber die Theologie des Xenophanes» (1886). 
Фрейденталь помещал также статьи в «Allgem. Zeitung des Judentums».
Яков Фрейденталь скончался 1 июня 1907 года в городке Шклярска-Поремба.